# Ричиця
Ричиця (пол. Ryczyca) — село в Польщі, у гміні Котунь Седлецького повіту Мазовецького воєводства.
Населення — 113 осіб (2011).
У 1975—1998 роках село належало до Седлецького воєводства.

## Демографія
Демографічна структура станом на 31 березня 2011 року:
|          | Загалом | Допрацездатний вік | Працездатний вік | Постпрацездатний вік |
| -------- | ------- | ------------------ | ---------------- | -------------------- |
| Чоловіки | 51      | 7                  | 37               | 7                    |
| Жінки    | 62      | 13                 | 32               | 17                   |
| Разом    | 113     | 20                 | 69               | 24                   |